# فرماندهی حفاظت از شخصیت‌ها و دژبان فراجا
فرماندهی حفاظت از شخصیت‌ها و دژبان فراجا یگانی نظامی و انتظامی است، که زیر نظر ستاد فرماندهی انتظامی جمهوری اسلامی ایران فعالیت می‌کند. این یگان در سال ۱۳۸۵ پس از ادغام دژبان کل ناجا و یگان حفاظت از شخصیت‌ها، تشکیل شد. هم‌اکنون سرتیپ‌دوم سلمان آدینه وند فرماندهی حفاظت از شخصیت‌ها و دژبان فراجا برعهده دارد.

## تاریخچه
یگان حفاظت از شخصیت‌های فراجا در سال ۱۳۷۰ پس از تشکیل فرماندهی انتظامی جمهوری اسلامی ایران، وظیفه حفاظت از شخصیت‌های داخلی و خارجی با رده ۲ به بالا را برعهده گرفت. مقر فرماندهی یگان «حفاظت از شخصیت‌های فراجا» در نزدیکی میدان آزادی قرار دارد. پیش‌تر بسیاری از مأموریت‌های فراجا که امنیتی و حساس بودند بنابر مصلحت توسط سپاه پاسداران انجام می‌گرفت که حفاظت از شخصیت‌ها نیز بخشی از آن بود، ولی در چند سال گذشته ستاد کل نیروهای مسلح جمهوری اسلامی ایران با تغییر رویکرد، خواستار انجام این مأموریت‌ها توسط خود فراجا شده است.
در سال ۱۴۰۰ و با تشکیل دولت ابراهیم رئیسی، به علت رویکرد سلیقه‌ای غلامحسین اسماعیلی، رئیس وقت دفتر رئیس‌جمهور و اختلاف نظر با فراجا، تعداد زیادی از تیم‌های حفاظت وزرا و معاونین رئیس‌جمهور که رده حفاظتی پایین هم داشتند، از فراجا گرفته و به سپاه انصار تحویل داده شد.

## فرماندهان سابق
- سرتیپ‌دوم پاسدار ایرج کاکاوند
- سرتیپ‌دوم پرویز آهی
- سرتیپ‌دوم پاسدار هدايت سیاح البرزی
- سرتیپ‌دوم پاسدار بهرام شاملو
- سرتیپ‌دوم پاسدار داوود میرزایی
- سرتیپ‌دوم پاسدار جواد غنچه‌ها
- سرتیپ‌دوم پاسدار هاشمی
- سرتیپ‌دوم پاسدار ابوالفتحی

## مهمترین مأموریت‌های دژبان کل
- برقراری و کنترل نظم و انضباط کارکنان فراجا و جلوگیری و برخورد با تخلفات آنان در سطح کشور در چارچوب خط مشی‌ها و دستورالعمل‌های ابلاغی
- انجام تشریفات و مراسم نظامی فراجا بنا به دستور
- حفاظت از شخصیت‌های داخلی و خارجی برابر مصوبه شورای امنیت کشور

## مهمترین وظایف حفاظت شخصیت‌ها
- حفاظت از شخصیت‌های داخلی به غیر از سران قوا و اماکن حیاتی که برعهده سپاه پاسداران است.
- حفاظت و اسکورت شخصیت‌های خارجی به غیر از رئیس جمهورها و شخصیت‌های حیاتی.
- چک و خنثی‌سازی بمب و تله‌های انفجاری
- حفاظت از اجلاس و سمینارهای رسمی و دولتی
- حفاظت از جایگاه نماز جمعه در دانشگاه تهران
- حفاظت از ندامتگاه کارکنان متخلف فراجا

## وظایف و ماموریت‌های
- بررسی و تعیین نقاط استقراری واحدها و عوامل دژبان (پاس‌های پیاده و گشت‌های خودرویی و موتوری) در مراکز و اماکن عمومی در سطح شهر؛
- جلوگیری و مقابله با تخلفات انضباطی و جرایم مشهود کارکنان در انظار عمومی و اماکن فراجا؛
- احضار، جلب و دستگیری کارکنان غایب و فراری فراجا و معرفی و اعزام آنان به یگان‌های محل خدمت یا مراجع ذی‌صلاح؛
- انجام امور ضابطین قضایی شامل: ابلاغ احکام، احضار و دستگیری متهمین و مجرمین، حفظ دلایل و مدارک جرم و نقل و انتقال متهمین در خصوص کارکنان فراجا.
- انجام تشریفات و مراسمات نظامی فراجا؛
- کنترل تردد کارکنان و خودروها در سطح شهر تهران؛
- اسکورت و تأمین امنیت مقامات، مسئولان و هیئت‌های فراجا؛
- پذیرش و نگهداری متهمین، مجرمین و زندانیان فراجا در بازداشتگاه و ندامتگاه فراجا؛
- جلوگیری و برخورد با اغتشاشات داخلی در اماکن و مراکز یگان‌های فراجا و دستگیری عوامل و مسببین حادثه و رسیدگی به وضعیت آنان؛
- برآورد نیروی انسانی، امکانات، تجهیزات و بودجه مورد نیاز و پیگیری تأمین آن از مبادی ذی‌ربط؛
- انجام امور اداری، کارگزینی و پشتیبانی دژبان کل و واحدهای تابعه برابر دستورالعمل‌های ابلاغی؛
- مشارکت و همکاری با سازمان عقیدتی سیاسی ناجا و سازمان حفاظت اطلاعات ناجا در انجام وظایف آنان؛
- تهیه و تنظیم گزارش از فعالیت‌ها و عملکرد دژبان کل فراجا به‌منظور ارائه به هیئت رئیسه فراجا.